# Wangari Kinoti
Wangari Kinoti  (Nairobi, 1979) es una asesora y feminista panafricanista de origen keniano y referente internacional en justicia económica y derechos de las mujeres. Asesora de políticas sobre derechos de las mujeres en ActionAid International.

## Trayectoria
Wangari Kinoti es una reconocida líder mundial en la defensa de los derechos de las mujeres en la organización ActionAid International, trabajando por la justicia social, los derechos humanos que afectan fundamentalmente quienes viven en la pobreza y de manera especial a los de las mujeres.
Defiende la la existencia de una conexión directa entre el movimiento feminista y la construcción social, y así lo expresa en algunas de sus entrevistas: 

El movimiento feminista puso sobre la mesa muchos de los temas en los que los movimientos sociales trabajan actualmente. Muchas de las cosas que las feministas han venido diciendo durante décadas se están diciendo ahora. En cuanto a la justicia económica y social, este tema ha estado desde hace mucho tiempo en el centro de las organizaciones feministas. El movimiento feminista puso sobre la mesa muchos de los temas en los que los movimientos sociales trabajan actualmente. Muchas de las cosas que las feministas han venido diciendo durante décadas se están diciendo ahora. En cuanto a la justicia económica y social, este tema ha estado desde hace mucho tiempo en el centro de las organizaciones feministas.

Uno de sus temas recurrentes es la conexión de la economía global, el feminismo y los derechos de la mujer, las decisiones económicas tomadas a nivel internacional que imponen políticas restrictivas en el gasto repercuten negativamente en las mujeres poniendo de manifiesto su vulnerabilidad, afecta a la violencia de género, la sanidad, los cuidados y las relaciones laborales.
Kinoti lucha por encontrar soluciones económicas justas y equitativas para África. Busca enfoques feministas para transformar la arquitectura financiera global y priorizar los derechos de las mujeres en la justicia de la deuda, una financiación de los servicios públicos con perspectiva de género. Considera que las crisis económicas afectan de manera desproporcionada a las mujeres y las niñas.
{{CitaLas mujeres y niñas terminamos absorbiendo el golpe de la deuda y la austeridad.}}
Kinoti manifiesta que el Fondo Monetario Internacional (FMI) ha diseñado políticas económicas que se han aplicado en los países en vías de desarrollo, países emergentes y desarrollados, teniendo una amplia repercusión en el destino de los recursos para servicios públicos con perspectiva de género, pero no siempre se ha tenido en cuenta que, sin recursos no hay derechos y sin redistribución, no hay justicia, porque han se han impuesto políticas de ajuste estructural que priorizan el pago de la deuda por encima del bienestar de las personas.

## Foros internacionales
Ha participado en foros internacionales como:
- La IV Conferencia sobre Financiación para el Desarrollo celebrada en Sevilla en 2025, donde ha manifestado una vez más su convicción de que, una mirada feminista permite conectar lo local con lo global, lo macroeconómico con lo microeconómico y contribuir a modificar la estructura social necesaria para acabar con la injusticia.[7][8]
- La 31.ª Conferencia Anual de la Asociación Internacional de Economía Feminista (IAFFE), en Ciudad del Cabo (Sudáfrica).[9]
- La 4ª Conferencia Africana sobre Deuda y Desarrollo (AfCoDD IV) en Maputo, Mozambique.[10]
- Festival del Futuro Feminista del Sur (2021).[11]

## Artículos publicados
Kinoti publica sus artículos en diferentes revistas como  África Feminista,
- El creciente movimiento juvenil de Kenia por la justicia fiscal rechaza la austeridad impuesta por el FMI.[12]
- La recuperación de la COVID-19 y el futuro: una visión feminista africana para el cambio del sistema macroeconómico.[13]
- Es hora de poner la justicia de género en el centro de nuestras economía
- Kinoti, W., y Kelleher, F. (2022). ' Recuperación de la COVID-19 y más allá: Una visión feminista africana para el cambio del sistema macroeconómico '. La vida de las mujeres africanas en tiempos de pandemia. 3 (1): 13-42.
- Simeoni, C., y Kinoti, W. (marzo de 2021). « Equipamiento médico en Kenia: Financiamiento global neocolonial y prioridades sanitarias erróneas ». En DAWN Informa: Alianzas público-privadas y derechos humanos de las mujeres.
- Kinouti, W. (26 de septiembre de 2019). ' Es hora de poner la justicia de género en el centro de nuestras economías '. openDemocracy.
- «Quién se preocupa por el futuro: Financiar servicios públicos con perspectiva de género».[14]
- Arrendamiento de equipos médicos en Kenia: finanzas globales neocoloniales y prioridades de salud equivocadas por Crystal Simeoni y Wangari Kinoti.[15]
- No puede haber “trabajo decente” mientras la violencia de género siga siendo tan generalizada en el mundo del trabajo.[16]